# Таможенный кодекс Евразийского экономического союза
Таможенный кодекс Евразийского экономического союза (ТК ЕАЭС) — кодифицированный нормативно-правовой акт, регулирующий отношения по поводу перемещения товаров через таможенную границу Евразийского экономического союза (Армении, Белоруссии, Казахстана, Кыргызстана, России). Кодекс является приложением к Договору о Таможенном кодексе Евразийского экономического союза от 11 апреля 2017, вступивший в силу с 1 января 2018 года и заменивший Таможенный кодекс Таможенного союза. Кодекс призван автоматизировать, ускорить и упростить ряд таможенных процессов.
Ратификация по странам была завершена 30 декабря 2017 года:
- Белоруссия — ратифицирован 25 октября 2017 года[6]
- Россия — ратифицирован федеральным законом № 317-ФЗ от 14.11.2017[7][8] (Порядка полугода потребуется ФТС для принятия актов[9])
- Казахстан — утвержден парламентом 30 ноября 2017 года[10]
- Армения — ратифицирован 6 декабря 2017[11]
- Кыргызстан — ратифицирован Верховным советом 27 декабря 2017 года,[12] закон о ратификации подписан президентом 30 декабря 2017 года[5][13][14]